# Campionat del Món de velocitat individual masculí
El Campionat del món de velocitat individual masculí és el campionat del món de Velocitat individual organitzat anualment per l'UCI, dins els Campionats del Món de Ciclisme en pista.
Des de 1893, en la modalitat amateur, i 1895, en la modalitat de professionals, es porten disputant sense interrompre cada any, a excepció de la Primera i Segona Guerra Mundial. En la modalitat amateur tampoc es va disputar els anys 1972, 1976, 1980, 1984, 1988 i 1992 que coincidia amb els Jocs Olímpics. Així el campió olímpic tenia el dret de portar el mallot irisat de Campió del món.
La prova de velocitat sobre 10 km només es va disputar les edicions de 1893 i 1894
L'any 1993 la modalitat amateur i professional es van unir en la modalitat "open".

## Pòdiums dels Guanyadors

### Velocitat individual amateur (1893 - 1992)
| Proves                                             | Or                                       | Plata                                    | Bronze                                   |
| 1893                                               | A. A. Zimmerman (USA)                    | John Johnson (USA)                       | Julian Pye Bliss (USA)                   |
| 1894                                               | August Lehr (GER)                        | Jaap Eden (NED)                          | William Broadbridge (GBR)                |
| 1895                                               | Jaap Eden (NED)                          | Christian Ingemann (DEN)                 | Jean Schaaf (GER)                        |
| 1896                                               | Harry Reynolds (IRL)                     | Edwin Schraeder (DEN)                    | Charles Guillaumet (FRA)                 |
| 1897                                               | Edwin Schraeder (DEN)                    | W. P. Fawcett (GBR)                      | Harry Reynolds (IRL)                     |
| 1898                                               | Paul Albert (GER)                        | Ludwig Opel (GER)                        | Thomas Summersgill (GBR)                 |
| 1899                                               | Thomas Summersgill (GBR)                 | Earl Peabody (USA)                       | John Caldow (GBR)                        |
| 1900                                               | Alphonse Didier-Nauts (BEL)              | John Henry Lake (USA)                    | Ferdinand Vasserot (FRA)                 |
| 1901                                               | Émile Maitrot (FRA)                      | Rudolf Vejtruba (BOH)                    | Heinrich Struth (GER)                    |
| 1902                                               | Charles Piard (FRA)                      | Léon Delaborde (FRA)                     | Orla Nord (DEN)                          |
| 1903                                               | Arthur Reed (GBR)                        | Jimmy Benyon (GBR)                       | Carl Hellemann (DEN)                     |
| 1904                                               | Marcus Hurley (USA)                      | Arthur Reed (GBR)                        | Jimmy Benyon (GBR)                       |
| 1905                                               | Jimmy Benyon (GBR)                       | Harald Donald Buck (GBR)                 | Eugène Debognies (FRA)                   |
| 1906                                               | Francesco Verri (ITA)                    | Émile Delage (FRA)                       | Dario Rondelli (FRA)                     |
| 1907                                               | Jean Devoissoux (FRA)                    | Alexandre Auffray (FRA)                  | Camille Avrillon (FRA)                   |
| 1908                                               | Victor Johnson (GBR)                     | Benjamin Jones (GBR)                     | Émile Demangel (FRA)                     |
| 1909                                               | William Bailey (GBR)                     | Karl Neumer (GER)                        | Maurice Schilles (FRA)                   |
| 1910                                               | William Bailey (GBR)                     | Karl Neumer (GER)                        | Paul Texier (FRA)                        |
| 1911                                               | William Bailey (GBR)                     | Angelo Feroci (ITA)                      | Guido Gasparinetti (ITA)                 |
| 1912                                               | Donald McDougall (USA)                   | Harry Kaiser (USA)                       | James Diver (USA)                        |
| 1913                                               | William Bailey (GBR)                     | Harry Ryan (GBR)                         | Christel Rode (GER)                      |
| No disputat per culpa de la Primera Guerra Mundial |                                          |                                          |                                          |
| 1920                                               | Maurice Peeters (NED)                    | Thomas Johnson (GBR)                     | Gerald Halpin (AUS)                      |
| 1921                                               | Henry Brask Andersen (DEN)               | Erik Kjeldsen (DEN)                      | Johan Normann Hansen (DEN)               |
| 1922                                               | Thomas Johnson (GBR)                     | Maurice Peeters (NED)                    | William Ormston (GBR)                    |
| 1923                                               | Lucien Michard (FRA)                     | Antoine Mazairac (NED)                   | Gerard Bosch van Drakestein (NED)        |
| 1924                                               | Lucien Michard (FRA)                     | Lucien Faucheux (FRA)                    | Henry E. Fuller (GBR)                    |
| 1925                                               | Jaap Meijer (NED)                        | Antoine Mazairac (NED)                   | Bernardus Leene (NED)                    |
| 1926                                               | Avanti Martinetti (ITA)                  | Léon Galvaing (FRA)                      | Antoine Mazairac (NED)                   |
| 1927                                               | Mathias Engel (GER)                      | Willy Falck Hansen (DEN)                 | Peter Steffes (GER)                      |
| 1928                                               | Willy Falck Hansen (DEN)                 | Roger Beaufrand (FRA)                    | Jack Standen (AUS)                       |
| 1929                                               | Antoine Mazairac (NED)                   | Sydney Cozens (GBR)                      | Willy Gervin (DEN)                       |
| 1930                                               | Louis Gérardin (FRA)                     | Sydney Cozens (GBR)                      | Bruno Pellizzari (ITA)                   |
| 1931                                               | Helger Harder (DEN)                      | Willy Gervin (DEN)                       | Anker Meyer-Andersen (DEN)               |
| 1932                                               | Albert Richter (GER)                     | Nino Mozzo (ITA)                         | Franz Dusika (AUT)                       |
| 1933                                               | Jacobus van Egmond (NED)                 | Roland Ulrich (FRA)                      | Anker Meyer-Andersen (DEN)               |
| 1934                                               | Benedetto Pola (ITA)                     | Arie van Vliet (NED)                     | Christian Lente (FRA)                    |
| 1935                                               | Toni Merkens (GER)                       | Arie van Vliet (NED)                     | Johan van der Vijver (NED)               |
| 1936                                               | Arie van Vliet (NED)                     | Pierre Georget (FRA)                     | Henri Collard (BEL)                      |
| 1937                                               | Johan van der Vijver (NED)               | Pierre Georget (FRA)                     | Hendrik Ooms (NED)                       |
| 1938                                               | Johan van der Vijver (NED)               | Bruno Loatti (ITA)                       | Jan Derksen (NED)                        |
| 1939                                               | Jan Derksen (NED)                        | Italo Astolfi (ITA)                      | Gerhard Purann (GER)                     |
| No disputat per culpa de la Segona Guerra Mundial  |                                          |                                          |                                          |
| 1946                                               | Oscar Plattner (SUI)                     | Axel Schandorff (DEN)                    | Cornelis Byster (NED)                    |
| 1947                                               | Reginald Harris (GBR)                    | Cornelis Byster (NED)                    | Henri Sensever (FRA)                     |
| 1948                                               | Mario Ghella (ITA)                       | Axel Schandorff (DEN)                    | Reginald Harris (GBR)                    |
| 1949                                               | Sydney Patterson (AUS)                   | Jacques Bellenger (FRA)                  | Jack Heid (USA)                          |
| 1950                                               | Maurice Verdeun (FRA)                    | Pierre Even (FRA)                        | Johannes Hijzelendoorn (NED)             |
| 1951                                               | Enzo Sacchi (ITA)                        | Russell Mockridge (AUS)                  | Marino Morettini (ITA)                   |
| 1952                                               | Enzo Sacchi (ITA)                        | Marino Morettini (ITA)                   | Cyril Peacock (GBR)                      |
| 1953                                               | Marino Morettini (ITA)                   | Cesare Pinarello (ITA)                   | Werner Potzernheim (GER)                 |
| 1954                                               | Cyril Peacock (GBR)                      | John Tressider (AUS)                     | Roger Gaignard (FRA)                     |
| 1955                                               | Giuseppe Ogna (ITA)                      | Jorge Bátiz (ARG)                        | John Tressider (AUS)                     |
| 1956                                               | Michel Rousseau (FRA)                    | Jorge Bátiz (ARG)                        | Guglielmo Pesenti (ITA)                  |
| 1957                                               | Michel Rousseau (FRA)                    | Guglielmo Pesenti (ITA)                  | Valentino Gasparella (ITA)               |
| 1958                                               | Valentino Gasparella (ITA)               | Sante Gaiardoni (ITA)                    | Richard Ploog (AUS)                      |
| 1959                                               | Valentino Gasparella (ITA)               | Sante Gaiardoni (ITA)                    | André Gruchet (FRA)                      |
| 1960                                               | Sante Gaiardoni (ITA)                    | Leo Sterckx (BEL)                        | David Handley (GBR)                      |
| 1961                                               | Sergio Bianchetto (ITA)                  | Giuseppe Beghetto (ITA)                  | Ron Baensch (AUS)                        |
| 1962                                               | Sergio Bianchetto (ITA)                  | Giuseppe Beghetto (ITA)                  | Pierre Trentin (FRA)                     |
| 1963                                               | Patrick Sercu (BEL)                      | Sergio Bianchetto (ITA)                  | Pierre Trentin (FRA)                     |
| 1964                                               | Pierre Trentin (FRA)                     | Daniel Morelon (FRA)                     | Sergio Bianchetto (ITA)                  |
| 1965                                               | Omar Phakadze (URS)                      | Giordano Turrini (ITA)                   | Daniel Morelon (FRA)                     |
| 1966                                               | Daniel Morelon (FRA)                     | Pierre Trentin (FRA)                     | Omar Phakadze (URS)                      |
| 1967                                               | Daniel Morelon (FRA)                     | Pierre Trentin (FRA)                     | Luigi Borghetti (ITA)                    |
| 1968                                               | Luigi Borghetti (ITA)                    | Niels Fredborg (DEN)                     | Robert Van Lancker (BEL)                 |
| 1969                                               | Daniel Morelon (FRA)                     | Omar Phakadze (URS)                      | Peder Pedersen (DEN)                     |
| 1970                                               | Daniel Morelon (FRA)                     | Peder Pedersen (DEN)                     | Gérard Quintyn (FRA)                     |
| 1971                                               | Daniel Morelon (FRA)                     | Serhí Kravtsov (URS)                     | Ivan Kucirek (TCH)                       |
| 1972                                               | No disputat per culpa dels Jocs Olímpics | No disputat per culpa dels Jocs Olímpics | No disputat per culpa dels Jocs Olímpics |
| 1973                                               | Daniel Morelon (FRA)                     | Anatoly Iablunowski (URS)                | Giorgio Rossi (ITA)                      |
| 1974                                               | Anton Tkáč (TCH)                         | Serhí Kravtsov (URS)                     | Giorgio Rossi (ITA)                      |
| 1975                                               | Daniel Morelon (FRA)                     | Giorgio Rossi (ITA)                      | Emanuel Raasch (RDA)                     |
| 1976                                               | No disputat per culpa dels Jocs Olímpics | No disputat per culpa dels Jocs Olímpics | No disputat per culpa dels Jocs Olímpics |
| 1977                                               | Hans-Jürgen Geschke (RDA)                | Emanuel Raasch (RDA)                     | Lutz Hesslich (RDA)                      |
| 1978                                               | Anton Tkáč (TCH)                         | Emanuel Raasch (RDA)                     | Christian Dresscher (RDA)                |
| 1979                                               | Lutz Hesslich (RDA)                      | Emanuel Raasch (RDA)                     | Christian Dresscher (RDA)                |
| 1980                                               | No disputat per culpa dels Jocs Olímpics | No disputat per culpa dels Jocs Olímpics | No disputat per culpa dels Jocs Olímpics |
| 1981                                               | Sergeï Kopylov (URS)                     | Lutz Hesslich (RDA)                      | Detlef Uibel (RDA)                       |
| 1982                                               | Sergeï Kopylov (URS)                     | Lutz Hesslich (RDA)                      | Emzar Gulachvili (URS)                   |
| 1983                                               | Lutz Hesslich (RDA)                      | Sergeï Kopylov (URS)                     | Michael Hübner (RDA)                     |
| 1984                                               | No disputat per culpa dels Jocs Olímpics | No disputat per culpa dels Jocs Olímpics | No disputat per culpa dels Jocs Olímpics |
| 1985                                               | Lutz Hesslich (RDA)                      | Michael Hübner (RDA)                     | Ralf-Guido Kuschy (RDA)                  |
| 1986                                               | Michael Hübner (RDA)                     | Lutz Hesslich (RDA)                      | Ralf-Guido Kuschy (RDA)                  |
| 1987                                               | Lutz Hesslich (RDA)                      | Bill Huck (RDA)                          | Michael Hübner (RDA)                     |
| 1988                                               | No disputat per culpa dels Jocs Olímpics | No disputat per culpa dels Jocs Olímpics | No disputat per culpa dels Jocs Olímpics |
| 1989                                               | Bill Huck (RDA)                          | Michael Hübner (RDA)                     | Nikolaï Kovch (URS)                      |
| 1990                                               | Bill Huck (RDA)                          | Curtis Harnett (CAN)                     | Jens Fiedler (RDA)                       |
| 1991                                               | Jens Fiedler (GER)                       | Bill Huck (GER)                          | Gary Neiwand (AUS)                       |
| 1992                                               | No disputat per culpa dels Jocs Olímpics | No disputat per culpa dels Jocs Olímpics | No disputat per culpa dels Jocs Olímpics |

### Velocitat individual 10 km. (1893 - 1894)
| Proves | Or                    | Plata                  | Bronze              |
| 1893   | A. A. Zimmerman (USA) | Julian Pye Bliss (USA) | John Johnson (USA)  |
| 1894   | Jaap Eden (NED)       | Jack Green (GBR)       | Tommy Osborne (GBR) |

### Velocitat individual professional (open després 1993)
| Proves                                             | Or                           | Plata                        | Bronze                          |
| 1895                                               | Robert Protin (BEL)          | George A. Banker (USA)       | Émile Huet (BEL)                |
| 1896                                               | Paul Bourrillon (FRA)        | Charles F. Barden (GBR)      | Edmond Jacquelin (FRA)          |
| 1897                                               | Willy Arend (GER)            | Charles F. Barden (GBR)      | Paul Masson (FRA)               |
| 1898                                               | George A. Banker (USA)       | Franz Verheyen (GER)         | Edmond Jacquelin (FRA)          |
| 1899                                               | Major Taylor (USA)           | Tom Butler (USA)             | Gaston Courbe d'Outrelon (FRA)  |
| 1900                                               | Edmond Jacquelin (FRA)       | Harie Meyers (NED)           | Willy Arend (GER)               |
| 1901                                               | Thorvald Ellegaard (DEN)     | Edmond Jacquelin (FRA)       | Gustav Schilling (NED)          |
| 1902                                               | Thorvald Ellegaard (DEN)     | Harie Meyers (NED)           | Pietro Bixio (ITA)              |
| 1903                                               | Thorvald Ellegaard (DEN)     | Willy Arend (GER)            | Harie Meyers (NED)              |
| 1904                                               | Yvar Lawson (USA)            | Thorvald Ellegaard (DEN)     | Henri Mayer (GER)               |
| 1905                                               | Gabriel Poulain (FRA)        | Thorvald Ellegaard (DEN)     | Henri Mayer (GER)               |
| 1906                                               | Thorvald Ellegaard (DEN)     | Gabriel Poulain (FRA)        | Émile Friol (FRA)               |
| 1907                                               | Émile Friol (FRA)            | Henri Mayer (GER)            | Walter Rütt (GER)               |
| 1908                                               | Thorvald Ellegaard (DEN)     | Gabriel Poulain (FRA)        | Charles-Louis Vanden Born (BEL) |
| 1909                                               | Victor Dupré (FRA)           | Gabriel Poulain (FRA)        | Walter Rütt (GER)               |
| 1910                                               | Émile Friol (FRA)            | Thorvald Ellegaard (DEN)     | Walter Rütt (GER)               |
| 1911                                               | Thorvald Ellegaard (DEN)     | Léon Hourlier (FRA)          | Julien Pouchois (FRA)           |
| 1912                                               | Frank Kramer (USA)           | Alfred Grenda (AUS)          | André Perchicot (FRA)           |
| 1913                                               | Walter Rütt (GER)            | Thorvald Ellegaard (DEN)     | André Perchicot (FRA)           |
| No disputat per culpa de la Primera Guerra Mundial |                              |                              |                                 |
| 1920                                               | Robert Spears (AUS)          | Ernest Kauffmann (SUI)       | William Bailey (GBR)            |
| 1921                                               | Piet Moeskops (NED)          | Robert Spears (AUS)          | Pierre Sergent (FRA)            |
| 1922                                               | Piet Moeskops (NED)          | Robert Spears (AUS)          | Aloïs De Graeve (BEL)           |
| 1923                                               | Piet Moeskops (NED)          | Gabriel Poulain (FRA)        | Ernest Kauffmann (SUI)          |
| 1924                                               | Piet Moeskops (NED)          | Ernest Kauffmann (SUI)       | Maurice Schilles (FRA)          |
| 1925                                               | Ernest Kauffmann (SUI)       | Maurice Schilles (FRA)       | Lucien Michard (FRA)            |
| 1926                                               | Piet Moeskops (NED)          | Cesare Moretti (ITA)         | Lucien Michard (FRA)            |
| 1927                                               | Lucien Michard (FRA)         | Ernest Kauffmann (SUI)       | Lucien Faucheux (FRA)           |
| 1928                                               | Lucien Michard (FRA)         | Lucien Faucheux (FRA)        | Ernest Kauffmann (SUI)          |
| 1929                                               | Lucien Michard (FRA)         | Piet Moeskops (NED)          | Ernest Kauffmann (SUI)          |
| 1930                                               | Lucien Michard (FRA)         | Piet Moeskops (NED)          | Orlando Piani (ITA)             |
| 1931                                               | Willy Falck Hansen (DEN)     | Lucien Michard (FRA)         | Jef Scherens (BEL)              |
| 1932                                               | Jef Scherens (BEL)           | Lucien Michard (FRA)         | Mathias Engel (GER)             |
| 1933                                               | Jef Scherens (BEL)           | Lucien Michard (FRA)         | Albert Richter (GER)            |
| 1934                                               | Jef Scherens (BEL)           | Albert Richter (GER)         | Louis Gérardin (FRA)            |
| 1935                                               | Jef Scherens (BEL)           | Albert Richter (GER)         | Louis Gérardin (FRA)            |
| 1936                                               | Jef Scherens (BEL)           | Louis Gérardin (FRA)         | Albert Richter (GER)            |
| 1937                                               | Jef Scherens (BEL)           | Arie van Vliet (NED)         | Albert Richter (GER)            |
| 1938                                               | Arie van Vliet (NED)         | Jef Scherens (BEL)           | Albert Richter (GER)            |
| 1939                                               | Final no disputada           | Final no disputada           | Albert Richter (GER)            |
| No disputat per culpa de la Segona Guerra Mundial  |                              |                              |                                 |
| 1946                                               | Jan Derksen (NED)            | Georges Senfftleben (FRA)    | Arie van Vliet (NED)            |
| 1947                                               | Jef Scherens (BEL)           | Louis Gérardin (FRA)         | Georges Senfftleben (FRA)       |
| 1948                                               | Arie van Vliet (NED)         | Louis Gérardin (FRA)         | Georges Senfftleben (FRA)       |
| 1949                                               | Reginald Harris (GBR)        | Jan Derksen (NED)            | Arie van Vliet (NED)            |
| 1950                                               | Reginald Harris (GBR)        | Arie van Vliet (NED)         | Jan Derksen (NED)               |
| 1951                                               | Reginald Harris (GBR)        | Jacques Bellenger (FRA)      | Sydney Patterson (AUS)          |
| 1952                                               | Oscar Plattner (SUI)         | Georges Senfftleben (FRA)    | Jan Derksen (NED)               |
| 1953                                               | Arie van Vliet (NED)         | Enzo Sacchi (ITA)            | Reginald Harris (GBR)           |
| 1954                                               | Reginald Harris (GBR)        | Arie van Vliet (NED)         | Enzo Sacchi (ITA)               |
| 1955                                               | Antonio Maspes (ITA)         | Oscar Plattner (SUI)         | Arie van Vliet (NED)            |
| 1956                                               | Antonio Maspes (ITA)         | Reginald Harris (GBR)        | Oscar Plattner (SUI)            |
| 1957                                               | Jan Derksen (NED)            | Arie van Vliet (NED)         | Roger Gaignard (FRA)            |
| 1958                                               | Michel Rousseau (FRA)        | Enzo Sacchi (ITA)            | Antonio Maspes (ITA)            |
| 1959                                               | Antonio Maspes (ITA)         | Michel Rousseau (FRA)        | Jan Derksen (NED)               |
| 1960                                               | Antonio Maspes (ITA)         | Oscar Plattner (SUI)         | Jos De Bakker (NED)             |
| 1961                                               | Antonio Maspes (ITA)         | Michel Rousseau (FRA)        | Jos De Bakker (NED)             |
| 1962                                               | Antonio Maspes (ITA)         | Sante Gaiardoni (ITA)        | Oscar Plattner (SUI)            |
| 1963                                               | Sante Gaiardoni (ITA)        | Antonio Maspes (ITA)         | Jos De Bakker (NED)             |
| 1964                                               | Antonio Maspes (ITA)         | Ron Baensch (AUS)            | Jos De Bakker (NED)             |
| 1965                                               | Giuseppe Beghetto (ITA)      | Patrick Sercu (BEL)          | Ron Baensch (AUS)               |
| 1966                                               | Giuseppe Beghetto (ITA)      | Ron Baensch (AUS)            | Sante Gaiardoni (ITA)           |
| 1967                                               | Patrick Sercu (BEL)          | Giuseppe Beghetto (ITA)      | Angelo Damiano (ITA)            |
| 1968                                               | Giuseppe Beghetto (ITA)      | Patrick Sercu (BEL)          | Giovanni Pettenella (ITA)       |
| 1969                                               | Patrick Sercu (BEL)          | Robert Van Lancker (BEL)     | Sante Gaiardoni (ITA)           |
| 1970                                               | Gordon Johnson (AUS)         | Sante Gaiardoni (ITA)        | Leijn Loevesijn (NED)           |
| 1971                                               | Leijn Loevesijn (NED)        | Robert Van Lancker (BEL)     | Giordano Turrini (ITA)          |
| 1972                                               | Robert Van Lancker (BEL)     | Gordon Johnson (AUS)         | Giordano Turrini (ITA)          |
| 1973                                               | Robert Van Lancker (BEL)     | Giordano Turrini (ITA)       | Ezio Cardi (ITA)                |
| 1974                                               | Peder Pedersen (DEN)         | John-Michael Nicholson (AUS) | Robert Van Lancker (BEL)        |
| 1975                                               | John-Michael Nicholson (AUS) | Peder Pedersen (DEN)         | Ryoji Abe (JPN)                 |
| 1976                                               | John-Michael Nicholson (AUS) | Giordano Turrini (ITA)       | Yoshikazu Sugata (JPN)          |
| 1977                                               | Koichi Nakano (JPN)          | Yoshikazu Sugata (JPN)       | John-Michael Nicholson (AUS)    |
| 1978                                               | Koichi Nakano (JPN)          | Dieter Berkmann (GER)        | Yoshinobu Sugano (JPN)          |
| 1979                                               | Koichi Nakano (JPN)          | Dieter Berkmann (GER)        | Michel Vaarten (BEL)            |
| 1980                                               | Koichi Nakano (JPN)          | Masahito Ozaki (JPN)         | Daniel Morelon (FRA)            |
| 1981                                               | Koichi Nakano (JPN)          | Gordon Singleton (CAN)       | Kenji Takahashi (JPN)           |
| 1982                                               | Koichi Nakano (JPN)          | Gordon Singleton (CAN)       | Yavé Cahard (FRA)               |
| 1983                                               | Koichi Nakano (JPN)          | Yavé Cahard (FRA)            | Ottavio Dazzan (ITA)            |
| 1984                                               | Koichi Nakano (JPN)          | Ottavio Dazzan (ITA)         | Yavé Cahard (FRA)               |
| 1985                                               | Koichi Nakano (JPN)          | Yoshiyuki Matsueda (JPN)     | Ottavio Dazzan (ITA)            |
| 1986                                               | Koichi Nakano (JPN)          | Hideyuki Matsui (JPN)        | Nobuyuki Tawara (JPN)           |
| 1987                                               | Nobuyuki Tawara (JPN)        | Hideyuki Matsui (JPN)        | Claudio Golinelli (ITA)         |
| 1988                                               | Stephen Pate (AUS)           | Claudio Golinelli (ITA)      | Nobuyuki Tawara (JPN)           |
| 1989                                               | Claudio Golinelli (ITA)      | Yuichiro Kamiyama (JPN)      | Hideyuki Matsui (JPN)           |
| 1990                                               | Michael Hübner (RDA)         | Claudio Golinelli (ITA)      | Stephen Pate (AUS)              |
| 1991                                               | Carey Hall (AUS)             | Fabrice Colas (FRA)          | Stephen Pate (AUS)              |
| 1992                                               | Michael Hübner (GER)         | Frédéric Magné (FRA)         | Eric Schoefs (BEL)              |
| 1993                                               | Gary Neiwand (AUS)           | Michael Hübner (GER)         | Eyk Pokorny (GER)               |
| 1994                                               | Martin Nothstein (USA)       | Darryn Hill (AUS)            | Michael Hübner (GER)            |
| 1995                                               | Darryn Hill (AUS)            | Curtis Harnett (CAN)         | Frédéric Magné (FRA)            |
| 1996                                               | Florian Rousseau (FRA)       | Martin Nothstein (USA)       | Darryn Hill (AUS)               |
| 1997                                               | Florian Rousseau (FRA)       | Jens Fiedler (GER)           | Darryn Hill (AUS)               |
| 1998                                               | Florian Rousseau (FRA)       | Jens Fiedler (GER)           | Laurent Gané (FRA)              |
| 1999                                               | Laurent Gané (FRA)           | Jens Fiedler (GER)           | Florian Rousseau (FRA)          |
| 2000                                               | Jan Van Eijden (GER)         | Laurent Gané (FRA)           | 3a plaça no disputada           |
| 2001                                               | Arnaud Tournant (FRA)        | Laurent Gané (FRA)           | Florian Rousseau (FRA)          |
| 2002                                               | Sean Eadie (AUS)             | Jobie Dajka (AUS)            | Florian Rousseau (FRA)          |
| 2003                                               | Laurent Gané (FRA)           | Jobie Dajka (AUS)            | René Wolff (GER)                |
| 2004                                               | Theo Bos (NED)               | Laurent Gané (FRA)           | Ryan Bayley (AUS)               |
| 2005                                               | René Wolff (GER)             | Mickaël Bourgain (FRA)       | Jobie Dajka (AUS)               |
| 2006                                               | Theo Bos (NED)               | Craig McLean (GBR)           | Stefan Nimke (GER)              |
| 2007                                               | Theo Bos (NED)               | Grégory Baugé (FRA)          | Mickaël Bourgain (FRA)          |
| 2008                                               | Chris Hoy (GBR)              | Kévin Sireau (FRA)           | Mickaël Bourgain (FRA)          |
| 2009                                               | Grégory Baugé (FRA)          | Azizulhasni Awang (MAS)      | Kévin Sireau (FRA)              |
| 2010                                               | Grégory Baugé (FRA)          | Shane Perkins (AUS)          | Kévin Sireau (FRA)              |
| 2011                                               | Jason Kenny (GBR)            | Chris Hoy (GBR)              | Mickaël Bourgain (FRA)          |
| 2012                                               | Grégory Baugé (FRA)          | Jason Kenny (GBR)            | Chris Hoy (GBR)                 |
| 2013                                               | Stefan Bötticher (GER)       | Denís Dmítriev (RUS)         | François Pervis (FRA)           |
| 2014                                               | François Pervis (FRA)        | Stefan Bötticher (GER)       | Denís Dmítriev (RUS)            |
| 2015                                               | Grégory Baugé (FRA)          | Denís Dmítriev (RUS)         | Quentin Lafargue (FRA)          |
| 2016                                               | Jason Kenny (GBR)            | Matthew Glaetzer (AUS)       | Denís Dmítriev (RUS)            |
| 2017                                               | Denís Dmítriev (RUS)         | Harrie Lavreysen (NED)       | Ethan Mitchell (NZL)            |